# شلم (بازی)
شِلِم، روک یا روکن یکی از بازی‌های پاسور است که بعد از حکم (بازی)، محبوب‌ترین بازی ورق محسوب می‌شود. شلم از واژه «Slam» انگلیسی و «Chelem» فرانسوی گرفته شده‌است و به معنای جمع‌آوری تمام برگ‌های موجود در بازی است.
هدف از انجام این بازی رسیدن به امتیاز توافق شده ۵۰۰۰۰ یا ۱۲۰ سریع‌تر از تیم دیگر حاضر در بازی است.
قانون سوپر شلم
در آن فرد حکم‌کننده تمام ورق‌ها را می‌بیند و بر اساس آن حکم می‌کند که اگر تمام امتیازات را بگیرد، مجموع 1200 امتیاز را می‌گیرد و اگر حتی 5 امتیاز ازدست بدهد بازی را باخته است.

## شرح مختصر بازی
شلم بسیار نزدیک به بازی حکم  است. در این بازی هر بازیکن 12 برگ دریافت می‌کند که بهتر است طی سه دور بین بازیکنان پخش شود.  پخش‌کننده قبل از این که چهار برگ آخر را به خود برگ دهد اول چهار تا برگ وسط می‌گذارد بعد به خود برگ می‌دهد . سپس شروع به خواندن امتیازی که می‌توانند بگیرند می‌کنند؛ مثلاً ۱۲۵ امتیاز از کل ١۶۵ یا ١٨۵ امتیاز ممکن و یا ۲۰۰ امتیاز در صورت وجود جوکر در بازی. کسی که امتیاز بالاتری را بخواند به عنوان حاکم تعیین می‌شود.  بعد چهار برگ وسط را بر میدارد و چهار تا برگ می گذارد سپس او با همکاری یارش باید تلاش کند تا امتیاز تعهد شده را کسب کند. در اینصورت او به همان تعداد امتیاز که کسب کرده امتیاز دریافت می‌کند. بازی ادامه خواهد داشت تا وقتی که یک تیم زودتر به امتیاز نهایی برسد. در این بازی بردن هر دست ۵ امتیاز دارد. هر ۵ لو، ۵ امتیاز ‚ هر ۱۰ لو، ۱۰ امتیاز و هر تک (آس) هم ۱۰ امتیاز و یا ١۵ امتیاز( در حالت ١٨۵ امتیازی )دارد، جوکر قرمز ۲۰ امتیاز و جوکر مشکی ۱۵ امتیاز. به این ترتیب در مجموع کل امتیاز یک بازی۲۰۰ امتیاز است. این بازی بدون جوکر و با مجموع ۱۶۵ امتیاز یا ١٨۵ هم انجام می‌شود.
بعد از خواندن امتیاز ۱۶۰ نفر بعد که هنوز پاس نکرده می‌تواند امتیاز شلم را بخواند که در صورت جمع کردن تمام دست‌ها امتیاز ۳۳۰ برایش منظور می‌شود و در صورت نگرفتن حتی یک دست امتیاز -۳۳۰ برای تیمی که خوانده لحاظ می‌شود
در بعضاً سبک‌های بازی با توافق هر دو تیم امتیاز تاپ شلم یا دوبل شلم نیز قابل خواندن است که بعد از امتیاز شلم توسط تیم مقابل باید خوانده شود که امتیاز آن در صورت موفقیت ۶۶۰ و شکست-۶۶۰ است. همچنین امکان خواندن شلم بسته بعد از هر عددی فراهم است که در صورت خواندن این امتیاز شخصی که خوانده بدون دیدن و استفاده از ۴برگه وسط می‌بایست تمام دست‌ها را جمع کند که امتیاز آن در صورت موفقیت ۶۶۰ و در صورت شکست -۶۶۰ است.
پخش کردن ورق هم توسط لیدر به تشخیص اوست که می‌تواند به صورت دلخواه از نظر تعداد و تنوع تعدادی بین افراد توزیع نماید.
در پایان بازی شلم تیمی برنده می‌شود که به امتیاز تعیین‌شده مانند ۶۰۰ یا ۱۲۰۰ برسد

## شرح کامل بازی
- الف) دست دادن: یک نفر از بین چهار نفر با قرعه به عنوان اولین پاسور (دست‌دهنده) انتخاب می‌شود. در دست‌های بعد به ترتیب از سمت راست دیگران دست می‌دهند. به نحوی که بعد از چهار دور بازی همه یک بار دست داده باشند و به همین ترتیب دست دادن می‌چرخد. نفری که دست می‌دهد ابتدا ۱۲ برگ به نفر سمت راست، ۱۲ برگ به نفر روبه رو، ۱۲ برگ به نفر سمت چپ، ۴ برگ به پشت روی زمین و ۱۲ برگ آخر را برای خود دست می‌دهد. (توجه کنید که کسی که دست را پخش می‌کند می‌تواند چهار برگ وسط را بعد از نفر دوم یا سوم یا چهارم روی زمین بگذارد) در این‌جا مرحله دست دادن تمام می‌شود.
- ب) تعهد کردن (اعلان -خواندن): نفر سمت راست پس از مرتب کردن دستش امتیازی را که فکر می‌کند می‌تواند بگیرد را اعلام می‌کند. این امتیاز نمی‌تواند زیر ۱۰۰ باشد. پس از آن نوبت نفر سمت راست او است. او یا باید امتیازی بالاتر از امتیاز خوانده شده را بخواند یا اعلام «پاس» کند. سپس نوبت نفر سمت راست او می‌رسد. او هم به همین ترتیب‚ یا باید بالاتر از آخرین امتیاز خوانده شده بخواند یا پاس دهد. این مرحله آنقدر ادامه می‌یابد تا ۳ نفر پاس کرده و کسی که آخرین امتیاز را خوانده به عنوان حاکم بازی را آغاز می‌کند.

(کسی که امتیاز آخر را خوانده قبل از اینکه ۴ برگ روی زمین را بردارد می‌تواند امتیاز شلم یا سوپر شلم را بخواند)
- ج) آغاز بازی: بعد از مشخص شدن حاکم‚ او ۴ برگ روی زمین را برمی‌دارد و به جای آن ۴ برگ به دلخواه خود زمین می‌گذارد. این کار برای بهبود دست حاکم و کمک به او برای کسب امتیاز تعهد شده صورت می‌گیرد. پس از این که او ۴ برگ را زمین گذاشت) که این برگها جزء برگهای برده حساب می‌شوند (حاکم با پایین انداختن برگ حکم، بازی را شروع می‌کند. (دقت کنید که حتماً برگ اول باید برگی از خال حکم باشد و این کار در واقع اعلام حکم است در بازی شلم با جوکر می‌توانید بازی رو با جوکر شروع کنید و حکم را اعلام کنید) سپس به همان ترتیب حکم، بازیکنان از سمت راست شروع به بازی می‌کنند. بازی دقیقاً مانند حکم پیش می‌رود تا برگ‌ها تمام شوند.
- د) شمارش امتیاز: بعد از پایان بازی نوبت به شمارش امتیازها می‌رسد. برای این کار برگهای برنده شده را می‌شماریم‚ در ازای هر ۴ برگ) یک دست از بازی) ۵ امتیاز ‚ در ازای هر برگ ۵لو، ۵ امتیاز‚ در ازای هر برگ ۱۰ لو، ۱۰ امتیاز و در ازای هر برگ تک) آس (هم ۱۰ امتیاز منظور می‌شود. بعد از شمردن امتیاز یک تیم (معمولا تیم رقیب حاکم) ‚ در یک روش با کم کردن آن از ۱۶۵، امتیاز تیم دیگر مشخص می‌شود. در روشی دیگر تیم حاکم فقط به میزان امتیازی که تعهد کرده دریافت خواهد کرد حتی اگر بیشتر از آن دست جمع کرده باشد. در هر دو صورت، اگر تیم حاکم امتیازی را که تعهد کرده ‚ یا بیشتر از آن امتیاز را گرفته باشد حداقل امتیاز تعهد کرده را دریافت خواهد کرد و برنده آن دست به حساب می‌آید. اما اگر کمتر از آن امتیاز تعهد شده باشد‚ منفی آن امتیاز تعهد شده را دریافت خواهد کرد. تیم رقیب هم هر اندازه که امتیاز بگیرد برایش منظور خواهد شد.

قانون شلم:

الف) شلم یا شلم مثبت: اگر تیم حاکم موفق به جمع کردن کلیه برگ‌ها شود، در چنین حالتی به اندازه امتیازات کسب شده به تیم حاکم اضافه می‌شود. در نسخه ای دیگر نیز تیم مقابل به اندازه همان امتیاز (معمولا ۱۶۵) منفی می‌خورد. (مشخص است که تیم رقیب حاکم هرگز شلم نمی‌شود‚ زیرا در اول بازی فرد حاکم چهار برگ را به عنوان برده از دست خود خارج می‌کند).
ب) شلم خواندن: اگر تیمی هنگام دست خواندن اعلام کند که همهٔ دست‌ها را می‌گیرد (شلم بخواند)، در صورت موفق شدن ۳۳۰ امتیاز می‌گیرد و اگر نتواند کل برگها را بگیر ۳۳۰ امتیاز از دست می‌دهد. اگر تیمی ۱۶۵ خوانده باشد تیم بعدی می‌تواند شلم بخواند
مراحل خواندن بعد از ۱۶۰بشرح ذیل می‌باشد ۱۶۵ (یعنی همانند دیگر اعداد با آن رفتار خواهد شد) بعد از آن شلم (یعنی قبول ۳۳۰ عدد منفی) و بعد از ان کُنس می‌باشد که یعنی هر که آن دست را ببرد کل بازی را برده‌است و اگر ببازد کل بازی را باخته‌است سوای امتیاز کسب شده و تابلوی اعداد تا آن لحظه. منتهی طرفین بازی هر دو باید کنس شدن بازی را قبول کنند و الا بازی بر مبنای تابلوی اعلانات پیش خواهد رفت. معمولاً اگر تابلوی اعداد هر دو گروه بالای ۱۰۰۰ باشد بازیکنان اجازه پیدا می‌کنند که بعد از عدد شلم، کنس بخوانند ولی باید کنس شدن بازی را همه بازیکنان قبول کنند و الا بالاترین عدد خوانده شده همان شلم خواهد بود.
ب) قانون هال شلم یا شلم دوبل
در بعضی سبک‌های بازی با توافق هر دو تیم امتیاز تاپ شلم یا دوبل شلم نیز قابل خواندن می‌باشد که بعد از امتیاز شلم توسط تیم مقابل باید خوانده شود که امتیاز آن در صورت موفقیت ۶۶۰و شکست-۶۶۰می‌باشد
ج) قانون شلم وارونه:
در این نوع از بازی برگ تاپ دو لو می‌باشد و برگ‌های آس و جوکر کمترین امتیاز را دارند.
د) قانون شلم بسته
در صورت توافق امکان خواندن شلم بسته بعداز هر عددی فراهم می‌باشد که در صورت خواندن این امتیاز شخصی که خوانده بدون دیدن و استفاده از ۴برگه وسط می‌بایست تمام دست‌ها را جمع کند که امتیاز آن در صورت موفقیت۶۶۰ و در صورت شکست -۶۶۰می‌باشد
نکات هنگام بازی با جوکر:
●    اگر جوکر بازی شود ارزش آن از همه کارت ها  (حتی حکم) بالاتر است
●    رنگ جوکر که بازی شده باید با رنگ خال زمینه یکی باشد
●    هیچگاه نباید جوکر به عنوان خال زمینه انتخاب شود ( نباید دست با آن شروع شود)
و اگر بازیکن آن را بازی کند به اندازه ارزش جوکر امتیاز منفی میگیرد و این جوکر پایین ترین ارزش را دارد
●     ارزش جوکر از حکم بالاتر است اما اگر حکم بازی شود نمی‌توان جوکر آمد ( یعنی ارزش جوکر فقط از حکمی که خال زمینه را بریده است بالاتر است)
●     ارزش جوکر قرمز برابر ۲۰ و جوکر مشکی برابر ۱۵ است
●     اگر بازیکنی بگوید که جوکر دارد ارزش آن از دست می‌رود
●      در شلم وارونه جوکر کمترین ارزش را دارد

## جدول بازی
برای نگهداری و ثبت امتیازها یک جدول سه ستونی مانند شکل زیر کشیده می‌شود. هر یک از ستون‌های چپ و راست متعلق به یک تیم است و در ستون وسط امتیاز تعهد شده در هر بازی را می‌نویسیم. همچنین بعد از اینکه هر چهار بازیکن دست دادند و دوباره نوبت دست دادن به نفر اول رسید‚ یک خط افقی در ستون وسط می‌کشیم تا مشخص شود که دست دادن دست بعد با چه کسی است مثالی از بازی:
الف‚ ب‚ ج و د نام چهار بازیکن ما می‌باشد که به ترتیب در سمت راست یکدیگر نشسته‌اند. پس الف و ج در یک تیم و ب و د نیز در یک تیم هستند:
- دور اول:جدول امتیازات را می‌کشیم. دست دادن هم از بازیکن الف شروع می‌شود. ابتدا ب که در سمت راست الف نشسته باید شروع به خواندن بکند. او می‌خواند ۱۱۰، ج می‌خواند ۱۱۵، د پاس می‌دهد. الف می‌خواند ۱۲۵، ب می‌خواند ۱۳۰، ج پاس می‌دهد. (اینک فقط الف و ب مانده‌اند (الف می‌خواند ۱۳۵ و ب پاس می‌دهد.

بازی انجام می‌شود و تیم ب و د ۳۵ امتیاز دریافت می‌کند و در نتیجه امتیاز تیم الف و ج ۱۳۰ می‌شود:(۱۶۵–۳۵=۱۳۰) در این حالت امتیاز تیم به و د همان ۳۵ امتیاز ثبت می‌شود، اما تیم الف و ج به دلیل اینکه نتوانسته‌اند تعهدشان را انجام دهند ۱۳۵ امتیاز منفی می‌خورند.
- دور دوم: حالا نوبت ب است که دست بدهد. پس از دست دادن ج باید اعلان کند. او مستقیماً پاس می‌دهد. د می‌خواند ۱۲۵، الف پاس می‌دهد. به هم پاس می‌دهد. پس د با ۱۲۵ امتیاز تعهد شده حاکم می‌شود. تیم ب و د موفق می‌شود ۱۵۰ امتیاز بگیرد. پس تعهد خود را انجام داده‌است. پس تیم ب و د ۱۵۰امتیاز و تیم الف و ج ۱۵ امتیاز گرفته‌است.
- دور سوم: ج دست می‌دهد. د می‌خواند ۱۰۰‚ الف می‌خواند ۱۲۰‚ ‚ب می‌خواند ۱۲۵‚ ج پاس می‌دهد. د می‌خواند ۱۳۰‚الف می‌خواند ۱۳۵‚ب می‌خواند ۱۴۰‚ د پاس می‌دهد. الف می‌خواند ۱۵۰ و ب هم پاس می‌دهد. پس الف با ۱۵۰ امتیاز حاکم می‌شود. بازی انجام می‌شود و تیم الف و ج موفق به جمع کردن همه برگ‌ها و در نتیجه شلم کردن می‌شود. پس ۳۳۰امتیاز می‌گیرد و تیم ب و د هیچ امتیازی نمی‌گیرد.

## بازی دو نفره
سیستم بازی به همان شکل است. اما برای پر کردن جای خالی نفر بازیکن دیگر از زمین کمک می‌گیریم، به شکل زیر:
- الف) دست دادن: یک نفر به حکم قرعه دست می‌دهد. (دست دادن به ترتیب بین دو نفر تقسیم می‌شود و هر بازیکن یک دست را دست می‌دهد. بعد از هر دو بازی یک خط کشیده می‌شود که نشانه نوبت دست دادن بازیکن اول است). دست دادن به این ترتیب است که فرد پاسور ابتدا ۱۲ برگ به نفر مقابل و بعد ۱۲ برگ به خودش می‌دهد سپس یک دسته ۴ تایی برای کسی که بالاترین پیشنهاد را می‌دهد یک دستهٔ ۴ تایی جلوی طرف مقابل، یک دسته ی۴تایی جلو ی دست خودش دوباره یک دستهٔ ۴تایی جلوی طرف مقابل و یک دسته ی۴تایی جلوی خودش می‌گذارد این کار را تا وقتی هر دو نفر ۳ دستهٔ ۴تایی ورق جلوی خود داشته باشند ادامه می‌دهد
- ب (تعهد کردن) اعلان -خواندن): کاملاً شبیه به حالت چهار نفره؛ ابتدا نفر مقابل اعلام امتیاز مورد نظر خود را می‌کند، اگر فرد پاسور موافق باشد پاس می‌دهد وگرنه امتیازی بالاتر اعلام می‌کند (امتیازها فقط مضرب ۵ می‌توانند باشند، یعنی ۵تا، ۵تا). این قدر امتیاز خواندن طول می‌کشد تا یک نفر پاس دهد.
- ج (آغاز بازی: بعد از مشخص شدن حاکم‚ او ۴ برگ روی زمین را برمی‌دارد و به جای آن ۴ برگ به دلخواه خود زمین می‌گذارد. این کار برای بهبود دست حاکم و کمک به او برای کسب امتیاز تعهد شده صورت می‌گیرد. پس از این که او ۴برگ را زمین گذاشت) که این برگ‌ها جزء برگ‌های برده حساب می‌شوند (حاکم با پایین انداختن برگ حکم بازی را شروع می‌کند. (دقت کنید که حتماً برگ اول باید برگی از خال حکم باشد و این کار در واقع اعلام حکم است) پس از بازی نفر دیگر (یعنی بعد حرکت رو شدن برگ حکم نفر مقابل بدون دیدن سه برگ روی زمین خود برگی برای بازی طبق قانون رو زمین می‌اندازد)، سپس سه برگ اول سه دسته جلوی هر کس رو می‌شوند. ابتدا حاکم از همان خال بازی شده یکی از این سه برگ مقابل را بازی می‌کند، نفر مقابل هم از همان خال از سه برگ جلوی خود بازی می‌کند. اگر از خال بازی شده، برگی روی زمین نباشد، بازیکن می‌تواند هر برگ دلخواه را بازی کند.

بعد هر کس که این دور را برده، دور بعد را از دست خود بازی می‌کند و بازی به همین ترتیب ادامه می‌یابد. تا وقتی که همه برگ‌ها بازی شوند. طبیعتاً در اواخر بازی یک یا دو دسته از برگهای جلوی فرد تمام می‌شوند. در این حالت هیچ مشکلی پیش نمی‌آید و فرد باید با برگ روی همان یک یا دو دسته باقی‌مانده بازی کند. شمارش امتیازها هم مانند همان بازی چهار نفره‌ است.
در واقع زمین نقش یار هر کس را دارد، تنها با این محدودیت که در هر بار فقط سه برگ برای بازی در اختیار می‌گذارد.

## انواع بازی شلم
حاکم با اولین کارتی که بازی می‌کند علاوه بر تعین خال حکم، یکی از حالت‌های زیر را انتخاب می‌کند:
در حالت نارس (Nares)، رتبه‌بندی کارت‌ها برعکس می‌شود و خال حکمی وجود ندارد.
آس-نارس حالتی است که در آن آس‌ها بالاترین کارت محسوب می‌شوند اما رتبه‌بندی کارت‌ها برعکس می‌شود.
سارِس (sarres): سارس مثل بازی معمولی انجام می‌شود با این تفاوت که خال حکمی در بازی وجود ندارد
آس‌ها می‌توانند هر کدام ۱۵ امتیاز داشته باشند که در مجموع ۱۸۵ امتیاز در بازی به دست می‌آید.